# Thallomyces
Thallomyces — рід грибів родини Parmulariaceae. Назва вперше опублікована 1975 року.

## Класифікація
До роду Thallomyces відносять 1 вид:
- Thallomyces oritis